# Nekrofilija
Nekrofilija je spolna privlačnost ali spolno dejanje, ki vključuje trupla. 
Rosman in Resnick (1989) sta na 34 primerih nekrofilov pokazala, kateri so najpogostejši motivi za tako dejanje: želja, da bi imeli partnerja, ki spolnega odnosa ne more zavrniti ali se upirati (68%), ponovno združenje z nekdanjim partnerjem (21%), spolna privlačnost do trupel (15%), tolažba ali premagovanje občutka osamljenosti (15%), in iskanje samozavesti z izrazom moči nad človekom, ki ga je prej ubil/a (12%).